# Glasstahlbeton
Als Glasstahlbeton werden Bauelemente bezeichnet, bei denen durch das Zusammenwirken von Betonglas, Beton und Bewehrung das Glas statisch belastet wird. Das Glas ist also selber ein tragendes Element. Das Betonglas wird zu diesem Zweck im umgebenden Beton ohne Trennschicht eingebettet.
Demgegenüber enthält Lichtbeton viele schlanke lichtleitende Fasern, Stäbe oder Röhrchen.
Eine statische Belastungsberechnung von Glasstahlbeton und deren Herstellung erfolgt nach den Bestimmungen für Stahlbeton auf der Basis der DIN 1045.
Bauteile aus Glasstahlbeton können als einachsig oder zweiachsig gespannte Tragwerke berechnet werden. Bei zweiachsig gespannten Tragwerken darf die größte Stützweite höchstens doppelt so groß wie die der kleineren sein. Die Betonrippen müssen bei einachsig gespannten Tragwerken mindestens 6 cm hoch, bei zweiachsig gespannten Tragwerken mindestens 8 cm hoch und in der Höhe der Bewehrung mindestens 3 cm breit sein.
Die DIN 4243 unterscheidet zwischen:
- Bauteilen aus Glasstahlbeton mit Verkehrslasten von maximal 5,0 kN/m² (Oberlichter, Lichtschachtabdeckungen, Wandelemente).
- Räumliche Tragwerke nach DIN 1045 (Schalen und Faltwerke) mit zylindrischen Betongläsern, die über die ganze Höhe der Tragschale reichen.
- In Sonderfällen befahrbare Bauteile nur mit Betongläsern.

Glasstahlbeton-Konstruktionen sind durch besondere Maßnahmen vor Zug- und Druckkräften aus der Gebäudekonstruktion durch Dehnungs- und Gleitfugen zu schützen. Glasstahlbeton-Konstruktionen können mit Ortbeton oder als Fertigteile ausgeführt werden und werden bei der Druckfestigkeit wie ein B 25 betrachtet.
Fertigteilelemente aus Glasbausteinen werden für Anwendungen im Außen- und Innenbereich (z. B. für Überkopfverglasungen und als Trennwände) angeboten.
Glasbausteine sind auch in Feuerschutz-Konstruktionen verwendbar.
Glas-Vollbausteine werden als Pressglas hergestellt. 

Glas-Hohlsteine nach DIN EN 1051 bestehen aus zwei Pressglashälften, die miteinander verschmolzen werden.
Beim Abkühlen entsteht im Inneren ein luftverdünnter Raum, wodurch Wärme- und Schalldämmung verbessert und Kondensatbildung verhindert werden.